# Cloniella
Cloniella is een geslacht van rechtvleugeligen uit de familie sabelsprinkhanen (Tettigoniidae). De wetenschappelijke naam van dit geslacht is voor het eerst geldig gepubliceerd in 1971 door Kaltenbach.

## Soorten
Het geslacht Cloniella omvat de volgende soorten:
- Cloniella praedatoria Distant, 1892
- Cloniella zambesica Kaltenbach, 1971